# Hunters (serie de televisión de 2020)
Hunters es una serie de televisión web de drama estadounidense, creada por David Weil, que se estrenó el 21 de febrero de 2020 en Amazon Prime Video. El 13 de enero de 2023 se estrenó la segunda y última temporada de la serie.

## Sinopsis

### Primera temporada
Ambientada en la ciudad de Nueva York en 1977, Hunters sigue a un grupo diverso de cazadores de nazis que han descubierto que cientos de altos funcionarios nazis están conspirando para crear un Cuarto Reich en los Estados Unidos. El ecléctico equipo de cazadores emprende una sangrienta búsqueda para llevar a los nazis ante la justicia y frustrar sus planes genocidas.

### Segunda temporada
Después de que un accidente arruina sus planes en Europa, Jonah debe reconstruir su equipo, empezando por la agente Millie Morris, quien ha fracasado espectacularmente con su propio grupo. En Argentina, se encontrarán con un nuevo personaje, Chava Apfelbaum, la tía abuela de Jonah, quien lidera su propio grupo de cazadores de nazis. Juntos, irán en busca del nazi más famoso de todos los tiempos, Adolf Hitler, quien se esconde en Sudamérica (siguiendo la teoría de la supervivencia del dictador). Mientras tanto, a través de un vistazo al pasado, vemos que Meyer Offerman está enfrentando una amenaza que podría revelar su verdadera identidad, lo que tendría importantes repercusiones para el equipo de cazadores.

## Reparto

### Principal
- Logan Lerman como Jonah Heidelbaum
- Al Pacino como Meyer Offerman
- Jerrika Hinton como Millie Morris
- Dylan Baker como Biff Simpson
- Lena Olin como The Colonel
- Greg Austin como Travis Leigh
- Jonno Davies como Tobias
- Tiffany Boone como Roxy Jones
- Saul Rubinek como Murray Markowitz
- Carol Kane como Mindy Markowitz
- Josh Radnor como Lonny Flash
- Louis Ozawa como Joe Mizushima
- Kate Mulvany como Hermana Harriet

### Recurrente
- Jonno Davies como Tobias
- James LeGros como el Detective Grimsby
- Ebony Obsidian como Carol Hawthorne
- Caleb Emery como Arthur “Bootyhole” McGuigan
- Henry Hunter Hall como Sherman “Cheeks” Johnson
- Jeannie Berlin como Ruth Heidelbaum
  - También interpretado por Annie Hägg como un adulto joven
- Julissa Bermúdez como la Enfermera Maria
- Phoenix Noelle como Malika
- Megan Channell como Katarina Löw
- Miles G. Jackson como Danny Rohr
- Christian Oliver como Wilhelm 'El Lobo' Zuchs

### Invitados
- Josh Mostel como Rabbi Steckler
- Barbara Sukowa como Tilda Sauer
- June Ballinger como Woman with Cane
- Judd Hirsch como Simon Wiesenthal
- Keir Dullea como Klaus Rhinehart
- William Sadler como Friedrich Mann

## Episodios
| Temporada | Temporada | Episodios | Episodios | Emisión original      | Emisión original      |
| --------- | --------- | --------- | --------- | --------------------- | --------------------- |
|           | 1         | 10        | 10        | 21 de febrero de 2020 | 21 de febrero de 2020 |
|           | 2         | 8         | 8         | 13 de enero de 2023   | 13 de enero de 2023   |

### Temporada 1 (2020)
| N.º en serie | N.º en temp. | Título                                      | Dirigido por        | Escrito por                           | Fecha de lanzamiento original |
| ------------ | ------------ | ------------------------------------------- | ------------------- | ------------------------------------- | ----------------------------- |
| 1            | 1            | «In the Belly of the Whale»                 | Alfonso Gomez-Rejon | David Weil                            | 21 de febrero de 2020         |
| 2            | 2            | «The Mourner's Kaddish»                     | Wayne Yip           | David Weil                            | 21 de febrero de 2020         |
| 3            | 3            | «While Visions of Safta Danced in His Head» | Wayne Yip           | Nikki Toscano                         | 21 de febrero de 2020         |
| 4            | 4            | «The Pious Thieves»                         | Nelson McCormick    | Mark Bianculli                        | 21 de febrero de 2020         |
| 5            | 5            | «At Night, All Birds are Black»             | Dennie Gordon       | David J. Rosen                        | 21 de febrero de 2020         |
| 6            | 6            | «(Ruth 1:16)»                               | Millicent Shelton   | Zakiyyah Alexander                    | 21 de febrero de 2020         |
| 7            | 7            | «Shalom Motherf***er»                       | Nelson McCormick    | Eduardo Javier Canto y Ryan Maldonado | 21 de febrero de 2020         |
| 8            | 8            | «The Jewish Question»                       | Michael Uppendahl   | David Weil y Charley Casler           | 21 de febrero de 2020         |
| 9            | 9            | «The Great Ole Nazi Cookout of '77»         | Nelson McCormick    | Nikki Toscano                         | 21 de febrero de 2020         |
| 10           | 10           | «Eilu v' Eilu»                              | Michael Uppendahl   | David Weil                            | 21 de febrero de 2020         |

### Temporada 2 (2023)
| N.º en serie | N.º en temp. | Título                                               | Dirigido por       | Escrito por                                | Fecha de lanzamiento original |
| ------------ | ------------ | ---------------------------------------------------- | ------------------ | ------------------------------------------ | ----------------------------- |
| 11           | 1            | «Van Glooten's Day 1972 Butter Sculptor of the Year» | Phil Abraham       | David Weil                                 | 13 de enero de 2023           |
| 12           | 2            | «Buenos Aires»                                       | Phil Abraham       | David Weil y David J. Rosen                | 13 de enero de 2023           |
| 13           | 3            | «Duck. Quail. Goose. Crow.»                          | Sam Taylor-Johnson | David J. Rosen                             | 13 de enero de 2023           |
| 14           | 4            | «The Fare»                                           | Phil Abraham       | David J. Rosen, Daria Polatin y David Weil | 13 de enero de 2023           |
| 15           | 5            | «Blutsbande»                                         | Tiffany Johnson    | Tatiana Suarez-Pico                        | 13 de enero de 2023           |
| 16           | 6            | «Only the Dead»                                      | Phil Abraham       | Haley Z. Boston y Tori Sampson             | 13 de enero de 2023           |
| 17           | 7            | «The Home»                                           | David Weil         | David Weil                                 | 13 de enero de 2023           |
| 18           | 8            | «The Trial of Adolf Hitler»                          | Phil Abraham       | David Weil y Charley Casler                | 13 de enero de 2023           |

## Producción

### Desarrollo
El 17 de mayo de 2018, se anunció que Amazon Prime Video había otorgado producción de la serie de diez episodios, creada por David Weil quien se estableció como productor ejecutivo junto a Jordan Peele, Tom Lesinski, Jenna Santoianni, y Win Rosenfeld. También se esperaba que Weil escribiera para la serie. El 7 de agosto de 2018, se anunció que Nikki Toscano se había unido a la producción como productor ejecutivo y también actuaría como co-showrunner junto con Weil.

### Casting
El 13 de diciembre de 2018, se informó que Logan Lerman estaba en conversaciones para un papel principal en la serie. El 10 de enero de 2019, se informó que Al Pacino estaba finalizando un acuerdo para un papel en la serie. El 7 de febrero de 2019, se informó que Jerrika Hinton, Dylan Baker, Lena Olin, Greg Austin, Catherine Tate, Tiffany Boone, Saul Rubinek, y Carol Kane estaban en varias etapas de negociaciones para unirse al elenco de la serie. Cuatro días después, se anunció que Boone se había unido oficialmente al elenco.